# Saint Vincent i Grenadyny
Saint Vincent i Grenadyny (ang. Saint Vincent and the Grenadines) – wyspiarskie państwo na Morzu Karaibskim, w archipelagu Małych Antyli. Oprócz wyspy Saint Vincent obejmuje położoną na południe od niej północną część archipelagu Grenadyny (jego południowa część należy do Grenady).

## Ustrój polityczny
Saint Vincent i Grenadyny jest monarchią, wchodzącą w skład brytyjskiej Wspólnoty Narodów od czasu uzyskania niepodległości w 1979 roku. Głową państwa jest król brytyjski reprezentowany przez gubernatora generalnego. Władzę ustawodawczą reprezentuje jednoizbowy parlament. Władza wykonawcza znajduje się w rękach rządu.
Państwo podzielone jest na 6 gmin. Językiem urzędowym jest język angielski z jego odmianą patois, ale w powszechnym użyciu jest także francuski. Stolicą jest Kingstown na wyspie Saint Vincent. Świętem narodowym jest 27 października, rocznica uzyskania niepodległości w 1979.

## Historia
Wyspy odkryte przez Krzysztofa Kolumba w 1498. Dopiero w XVII wieku zaczęli się osiedlać tu koloniści brytyjscy. Na krótko stało się kolonią francuską, by z powrotem wrócić pod zarząd Anglików. Od 1804 do 1958 był kolonią koronną Wielkiej Brytanii. Na krótko później stał się członkiem nieudanego związku Federacji Indii Zachodnich, by znów powrócić do poprzedniej formy zależności. W 1969 roku stało się państwem stowarzyszonym z Wielką Brytanią o rozbudowanym samodzielnym wewnętrznym samorządem. W 1979 kraj uzyskał niepodległość w ramach Wspólnoty Narodów.

## Geografia
Powierzchnia tego wyspiarskiego małego państwa wynosi 389 km², z czego Saint Vincent 345 km². Wyspy są pochodzenia wulkanicznego, panuje tam klimat tropikalny, wilgotny.

## Podział administracyjny

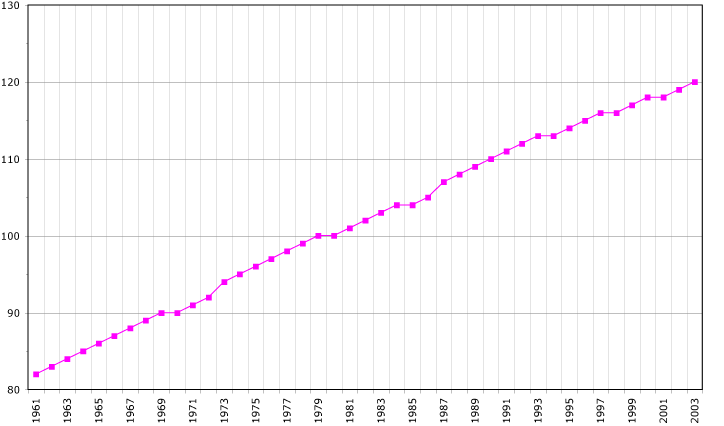
Demografia na Saint Vincent i Grenadynach w latach 1961 – 2003

## Demografia
- Kreole – 87%,
- Hindusi – 5,5%,
- Czarni Karaibowie – 2,0%
- Latyno-amerykanie – 1,85%,
- Brytyjczycy – 1,1%,
- Amerykanie (USA) – 1,0%
- Syryjczycy – 0,5%[3].

## Religia
Struktura religijna kraju w 2012 roku według CIA The World Factbook:
- protestanci – 75%:
  - zielonoświątkowcy – 27,6%,
  - anglikanie – 13,9%,
  - adwentyści dnia siódmego – 11,6%,
  - baptyści – 8,9%,
  - metodyści – 8,7%,
- bez religii – 7,5%,
- katolicy – 6,3%,  Osobny artykuł: Diecezja Kingstown.
- niesprecyzowani – 4,7%,
- rastafarianie – 1,1%,
- świadkowie Jehowy – 0,8%,  Osobny artykuł: Świadkowie Jehowy na Saint Vincent i Grenadynach.
- inne religie – 4,7%.

## Gospodarka
Podstawą gospodarki jest rolnictwo i eksport produktów rolnych. Produkuje się przede wszystkim banany, ale także gałkę muszkatołową, bawełnę, kakao oraz bataty. Kraj jest największym na świecie producentem maranty trzcinowej (Maranta arundinacea) – wieloletniej rośliny o bulwiastych kłączach, z której wytwarza się mączkę skrobiową, tzw. arrowroot, stosowaną w produkcji odżywek i dań dietetycznych. Import obejmuje produkty spożywcze oraz inne niezbędne produkty. Ważną dziedziną gospodarki pozarolniczej jest turystyka, na którą jest obecnie to państwo najbardziej nastawione. Głównymi partnerami handlowymi są: USA, Kanada oraz Wielka Brytania.   